# Debra Monk
Debra Monk (Middletown, 1949. február 27. –) Tony- és Primetime Emmy-díjas amerikai színésznő, énekesnő.
A Broadway színház előadóművészeként ismert Monk 1993-ban Tony-díjat nyert a Redwood Curtain című darabban nyújtott alakításáért. 1996–2001 között a New York rendőrei című televíziós sorozat szereplője volt, mellyel vendégszereplőként 1999-ben Primetime Emmy-díjat nyert.
Mellékszereplőként tűnt fel olyan filmekben, mint A szív hídjai (1995), a Rózsaágy (1996), Az ördög ügyvédje (1997) és A szingli fejvadász (2012).

## Élete és pályafutása
1949. február 27-én született az Ohio állambeli Middletownban. A marylandi Silver Spring település Wheaton High School tanulójaként végzős osztálya a "legjobb egyéniségnek" választotta meg. 1973-ban végzett a Frostburg State University-n. 1975-ben Monk a Dallasban lévő Southern Methodist University-n a képzőművészet mesteri fokozatát szerezte meg.
Az 1990-es évek eleje óta több mint 30 filmben szerepelt.

## Filmográfia

### Film
| Év   | Magyar cím              | Eredeti cím                   | Szerep                | Magyar hang        |
| ---- | ----------------------- | ----------------------------- | --------------------- | ------------------ |
| 1992 | Előjáték egy csókhoz    | Prelude to a Kiss             | Dorothy néni          |                    |
| 1993 | Szenzációs recepciós    | For Love or Money             | Mrs. Wegman           | Bessenyei Emma     |
| 1993 | Félelem nélkül          | Fearless                      | Alison                |                    |
| 1994 | Kvíz-show               | Quiz Show                     | Kintner titkárnője    | Illyés Mari        |
| 1995 | A szív hídjai           | The Bridges of Madison County | Madge                 | Némedi Mari        |
| 1995 | Jeffrey – Valami más    | Jeffrey                       | anya                  |                    |
| 1995 | Vakmerő                 | Reckless                      | terapeuta             |                    |
| 1996 | Rózsaágy                | Bed of Roses                  | Mrs. Farrell          | Némedi Mari        |
| 1996 | Rózsaágy                | Bed of Roses                  | Mrs. Farrell          | Illyés Mari        |
| 1996 | Az árnyékfeleség        | Mrs. Winterbourne             | Ambrose hadnagy       |                    |
| 1996 | A tűz melege            | The Substance of Fire         | Martha Hackett        |                    |
| 1996 | Elvált nők klubja       | The First Wives Club          | elhagyott szerető     |                    |
| 1996 | Halálos terápia         | Extreme Measures              | Dr. Judith Gruszynski | Andai Györgyi      |
| 1997 |                         | KnitWits (rövidfilm)          | Catherine             |                    |
| 1997 | A boldogító nem         | In & Out                      | Mrs. Lester           | Bókai Mária        |
| 1997 | Az ördög ügyvédje       | The Devil's Advocate          | Pam Garrety           | Zsurzs Kati        |
| 1998 | Nyomd a sódert!         | Bulworth                      | Helen                 |                    |
| 2000 | Rivaldafényben          | Center Stage                  | Nancy                 |                    |
| 2003 |                         | Briar Patch                   | Avon rendőr           |                    |
| 2003 |                         | Milwaukee, Minnesota          | Edna Burroughs        |                    |
| 2004 | Palindromák             | Palindromes                   | Mama Sunshine         |                    |
| 2005 | Fekete víz              | Dark Water                    | Dahlia tanárnője      |                    |
| 2005 | Producerek              | The Producers                 | Harapj-Csípj          |                    |
| 2007 | Apu vad napjai          | The Savages                   | Nancy Lachman         | Menszátor Magdolna |
| 2008 | A tökéletlen trükk      | The Great Buck Howard         | Doreen                | Farkasinszky Edit  |
| 2009 | A másik nő              | The Other Woman               | Laura                 | Halász Aranka      |
| 2012 | A szingli fejvadász     | One for the Money             | Mrs. Plum             | Szabó Éva          |
| 2012 | Dollár, kanna, szerelem | The Brass Teapot              | Trudy                 | Kocsis Mariann     |
| 2013 |                         | Ass Backwards                 | zálogház tulajdonosa  |                    |
| 2013 |                         | Reaching Home (rövidfilm)     | Janet                 |                    |
| 2014 | Itthon, édes otthon     | This Is Where I Leave You     | Linda Callen          | Menszátor Magdolna |
| 2015 | Darabokban              | Demolition                    | Davis anyja           | Vándor Éva         |
| 2019 |                         | Standing Up, Falling Down     | Jeanie Rollins        |                    |

### Televízió
| Év        | Magyar cím                       | Eredeti cím                       | Szerep                                                 | Megjegyzések                                 |
| --------- | -------------------------------- | --------------------------------- | ------------------------------------------------------ | -------------------------------------------- |
| 1989      |                                  | One Life to Live                  | Medford nővér                                          | 1 epizód                                     |
| 1990      |                                  | American Playhouse                | pszichiáter                                            | 1 epizód                                     |
| 1992      |                                  | Loving                            | Sandra Thorpe                                          | 1 epizód                                     |
| 1992      |                                  | Lifestories: Families in Crisis   | Karen Bell                                             | 1 epizód                                     |
| 1994–2005 | Esküdt ellenségek                | Law & Order                       | Kathleen O'Brien / Dr. Madelyn Stahl / G. Proctor bíró | 3 epizód                                     |
| 1995      |                                  | Redwood Curtain                   | Geneva                                                 | tévéfilm                                     |
| 1996–2001 | New York rendőrei                | NYPD Blue                         | Katie Sipowicz                                         | 17 epizód                                    |
| 1997      |                                  | Ellen Foster                      | Nadine nagynéni                                        | tévéfilm                                     |
| 1998      |                                  | Dellaventura                      | Madison Harcourt                                       | 1 epizód                                     |
| 1998      |                                  | LateLine                          | Clare Cunningham                                       | 1 epizód                                     |
| 1999      |                                  | KnitWits Revisited                | Catherine                                              | tévéfilm                                     |
| 2001–2002 |                                  | A Nero Wolfe Mystery              | több szereplő                                          | 8 epizód                                     |
| 2003      | A szótlan zenész                 | The Music Man                     | Mrs. Paroo                                             | tévéfilm                                     |
| 2003      | A szálloda kedvence              | Eloise at the Plaza               | Maggie                                                 | tévéfilm                                     |
| 2003      | Huncut karácsony                 | Eloise at Christmastime           | Maggie                                                 | - tévéfilm - magyar hangja: - Martin Márta   |
| 2003      |                                  | The Wonderful World of Disney     | Maggie                                                 | 2 epizód                                     |
| 2003      | Frasier – A dumagép              | Frasier                           | Karen nővér                                            | 1 epizód                                     |
| 2006–2011 | A Grace klinika                  | Grey's Anatomy                    | Louise O'Malley                                        | 7 epizód                                     |
| 2006      | Született feleségek              | Desperate Housewives              | Marcella                                               | 1 epizód (Segítő kezek)                      |
| 2007–2012 | A hatalom hálójában              | Damages                           | Denise Parsons                                         | 12 epizód                                    |
| 2007      |                                  | Notes from the Underbelly         | Andrew anyja                                           | 1 epizód                                     |
| 2007      | Esküdt ellenségek: Bűnös szándék | Law & Order: Criminal Intent      | Pellis börtönigazgató                                  | 1 epizód                                     |
| 2009      | Glee – Sztárok leszünk!          | Glee                              | Mrs. Schuester                                         | 1 epizód                                     |
| 2009      | A főnök                          | The Closer                        | Mary Summer                                            | 1 epizód                                     |
| 2009      | Szellemekkel suttogó             | Ghost Whisperer                   | Anne Sullivan                                          | 1 epizód                                     |
| 2010      | Testvérek                        | Brothers & Sisters                | Alexandra Kirby                                        | 1 epizód                                     |
| 2012      | A nagy svindli                   | White Collar                      | Mrs. Mitchell                                          | 1 epizód                                     |
| 2014      | Csajok                           | Girls                             | Dr. Stern                                              | 2 epizód                                     |
| 2014      | Vérmes négyes                    | Hot in Cleveland                  | Loretta                                                | 1 epizód                                     |
| 2014–2018 | Mozart a dzsungelben             | Mozart in the Jungle              | Betty Cragdale                                         | 26 epizód                                    |
| 2014      | Végzetes bizonyíték              | Reckless                          | Gertrude Moss bíró                                     | 5 epizód                                     |
| 2015      | Az elnök embere                  | Madam Secretary                   | Mary Lou Boris                                         | 1 epizód                                     |
| 2015      |                                  | The Jack and Triumph Show         | fiatal June                                            | 2 epizód                                     |
| 2015      |                                  | Difficult People                  | Bunny Tack                                             | 1 epizód                                     |
| 2015      | Rejtjelek                        | Blindspot                         | Powers ezredes                                         | 1 epizód                                     |
| 2015–2017 | A szélhámos                      | Sneaky Pete                       | Connie Persikof                                        | 2 epizód                                     |
| 2016      | Egymás nyakán                    | Crowded                           | Linda                                                  | 1 epizód                                     |
| 2016      | A férjem védelmében              | The Good Wife                     | Tracy Mintz                                            | 1 epizód                                     |
| 2016      |                                  | The Characters                    | Kim                                                    | 1 epizód                                     |
| 2016–2017 |                                  | Mercy Street                      | Dr. Foster anyja                                       | 2 epizód                                     |
| 2017      |                                  | Barefoot Contessa: Back to Basics | önmaga                                                 | 1 epizód                                     |
| 2017      | NCIS: New Orleans                | NCIS: New Orleans                 | CEO Sarah Laroche                                      | 1 epizód                                     |
| 2017      | Mr. Mercedes                     | Mr. Mercedes                      | Brooke Hockney százados                                | 2 epizód                                     |
| 2018      |                                  | Dietland                          | Mrs. Kettle                                            | 5 epizód                                     |
| 2018–2019 | Mondj egy mesét                  | Tell Me a Story                   | Esther Thorn                                           | 4 epizód                                     |
| 2019      |                                  | At Home with Amy Sedaris          | Mrs. Bjornson                                          | 1 epizód                                     |
| 2019      |                                  | Instinct                          | Gillespie bíró                                         | 1 epizód                                     |
| 2019–2023 | New Amsterdam                    | New Amsterdam                     | Karen Brantley                                         | - 16 epizód - magyar hangja: - Szórádi Erika |
| 2022      | Az aranykor                      | The Gilded Age                    | Armstrong                                              | - 9 epizód - magyar hangja: - Igó Éva        |
| 2023      | A káprázatos Mrs. Maisel         | The Marvelous Mrs. Maisel         | Helen Dyer                                             | 1 epizód                                     |

## Fordítás
- Ez a szócikk részben vagy egészben  a   Debra Monk című angol Wikipédia-szócikk fordításán alapul.  Az eredeti cikk szerkesztőit annak laptörténete sorolja fel. Ez a jelzés csupán a megfogalmazás eredetét és a szerzői jogokat jelzi, nem szolgál a cikkben szereplő információk forrásmegjelöléseként.